# 快速剪髮
快速剪髮的構想起源於日本地鐵的理髮店，講求效率，滿足消費者求快簡便的心理。
JIT快速剪髮負責人更進一步擬定快速剪髮三項策略要素：便捷、美麗、廉價，並作為JIT快速剪髮的企業文化。
快速剪髮業的四項藍海策略行動架構：
- 消除：洗頭、吹整、熱毛巾、按摩、飲料、人力管理，引入科技。
- 減少：引入售票機、監視器，簡化人力。
- 提升：效率(專注剪髮)、採用拋棄式領巾與消毒箱提升衛生。
- 創造：革命性的「空氣式淨髮」與大型通路經營模式。